# Pangshura smithii
Espèce
Synonymes
- Batagur smithii Gray, 1863
- Kachuga smithii pallidipes Moll, 1987
- Kachuga smithii (Gray, 1863)

Statut de conservation UICN

 NT  : Quasi menacé
Statut CITES
Pangshura smithii est une espèce de tortues de la famille des Geoemydidae.

## Répartition
Cette espèce se rencontre :
- en Inde dans les États d'Assam, du Bihar, du Penjab et d'Uttar Pradesh ;
- au Bangladesh ;
- au Pakistan ;
- au Népal.

## Étymologie
Son nom d'espèce, smithii, lui a été donné en l'honneur de sir Andrew Smith, médecin-militaire et zoologiste écossais, qui a donné au British Museum l'un des spécimens décrits qu'il avait récolté dans le Chenab.

## Liste des sous-espèces
Selon TFTSG (17 juin 2011) :
- Pangshura smithii pallidipes (Moll, 1987)
- Pangshura smithii smithii (Gray, 1863)

## Publications originales
- Gray, 1863 : Notice of a new species of Batagur from northwestern India. Proceedings of the Zoological Society of London, vol. 1863, p. 253 (texte intégral).
- Moll, 1987 : Survey of the freshwater turtles of India. Part II: The genus Kachuga. Journal of theBombay Natural History Society, vol. 84, p. 7–25.